# Thomas Foley (2e baron Foley, 1742-1793)
Pour les articles homonymes, voir Thomas Foley et Foley.
Thomas Foley, 2e baron Foley (24 juin 1742 – 2 juillet 1793) est un homme politique britannique qui siège à la Chambre des communes de 1767 à 1777, quand il est élevé à la pairie.

## Famille

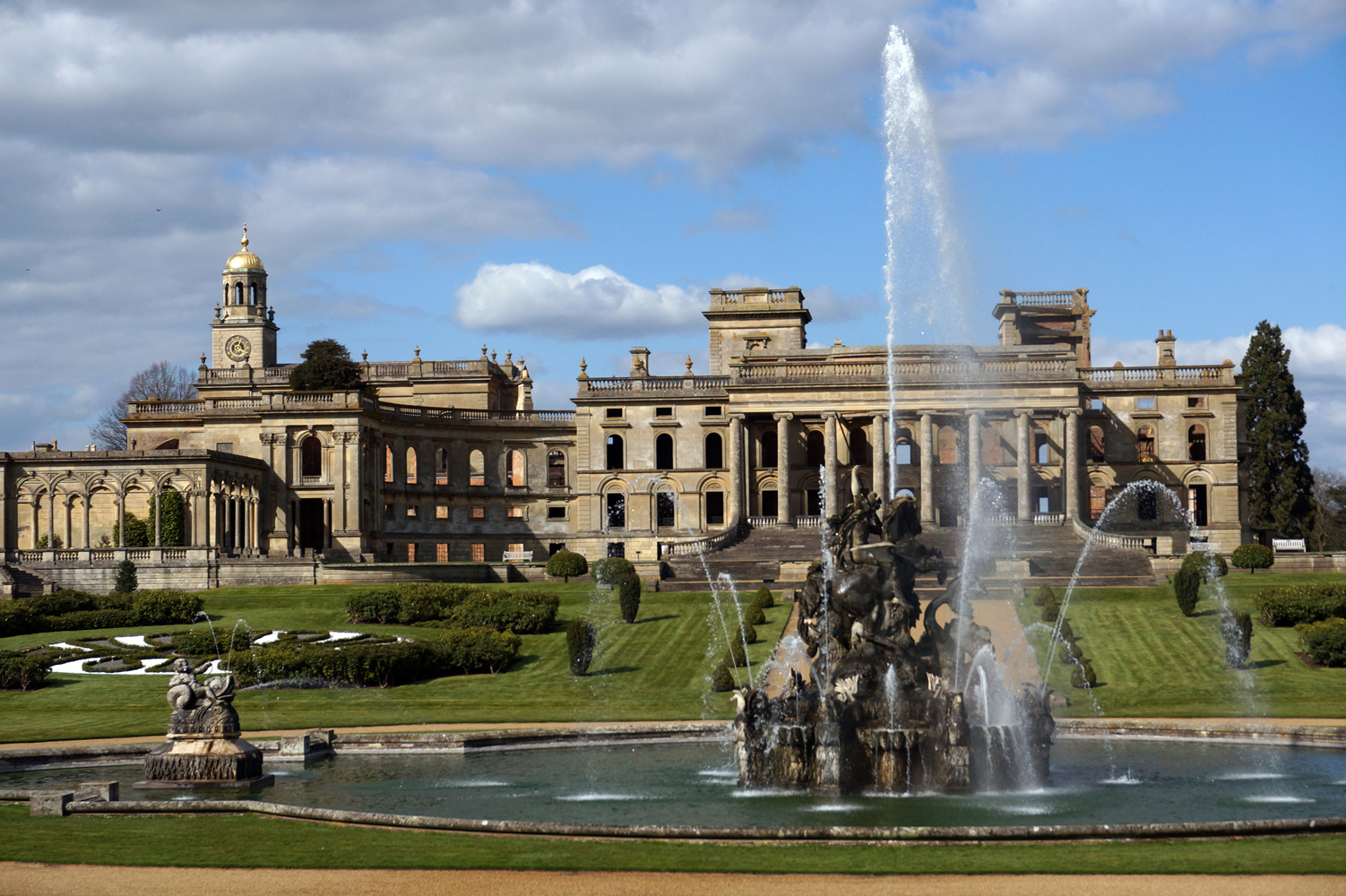
Witley Court

Il est le fils aîné de Thomas Foley (1er baron Foley, 1716-1777). Il fait ses études à l'École de Westminster à partir de 1753 et immatriculé à Magdelen College, à Oxford en 1759.

## Carrière politique
Foley est élu à l'unanimité député pour le Herefordshire lors d'une élection partielle du 18 mai 1767 et conserve son siège aux élections générales britanniques de 1768. En 1774, il est réélu député de l'arrondissement de Droitwich jusqu'à ce qu'il succède à son père comme baron en 1777.
Foley est un ami intime de Charles James Fox, et est un joueur. Mary Delany écrit en 1773, « M. T. Foley a perdu à Newmarket, etc. cinquante mille livres. Il a maintenant conclu un accord avec son père, que s'il paye ses dettes, il arrêtera complètement le jeu. » En novembre 1775, George Selwyn écrit « Le vieux Foley paie un autre dette de £70,000 et offre £4 000 à son fils, et 6 000 livres par an de plus au moment de sa mort. » Foley épouse Lady Harriet Stanhope, fille de William Stanhope (2e comte de Harrington) le 20 mars 1776. Il est nommé Postmaster General en 1783, pour la période de neuf mois.

## L'héritage
Le domaine familial de Stoke Edith a été légué à Foley, par ses parents, mais lui et son frère Edward Foley (1747-1803), ont été prodigues et dépensiers. Quand son père a payé les dettes de Foley en 1773, Thomas transmet sa part dans Stoke Edith à un trust. Le père a également hérité, en 1766, de Great Witley de son cousin, Thomas Foley (2e baron Foley, 1703-1766). Cela permet au père de diviser ses terres entre ses trois fils.
Les biens du domaine de Great Witley, comprennent des terres, à l'exclusion de Great Malvern et des possessions que son cousin a acheté de Henry Bromley (1er baron Montfort). Cependant, Thomas n'a pas immédiatement droit à la succession, mais seulement à une rente. Le solde des revenus est utilisé à rembourser ses dettes. Après sa mort en 1793, il y a encore des dettes impayées, qui ont été finies de payer en 1808. À ce moment, son propre fils, Thomas Foley (3e baron Foley), est devenu adulte. Dans l'intervalle, il a été nécessaire d'obtenir deux actes privés du Parlement (en 1778 et 1796) afin de permettre à la fondation de vendre des terres de la succession, octroyer des baux, pour le règlement de la succession.

## Fin de carrière
Thomas Foley est nommé par ses contemporains comme « Lord Balloon », en raison de sa corpulence. Il est un ami de l'architecte John Nash. Il est décédé le 2 juillet 1793. Après sa mort, son fils Thomas commande à Nash l'ajout des arcades au nord et au sud de Witley Court.